# GAZel

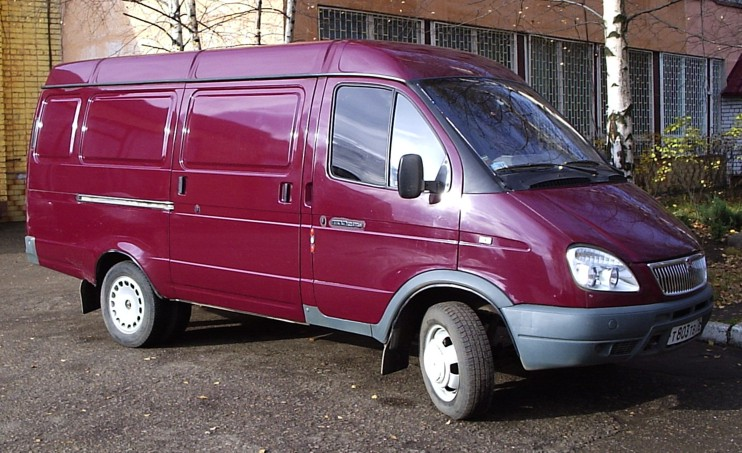
GAZ-2705-bestelwagen in Jaroslavl

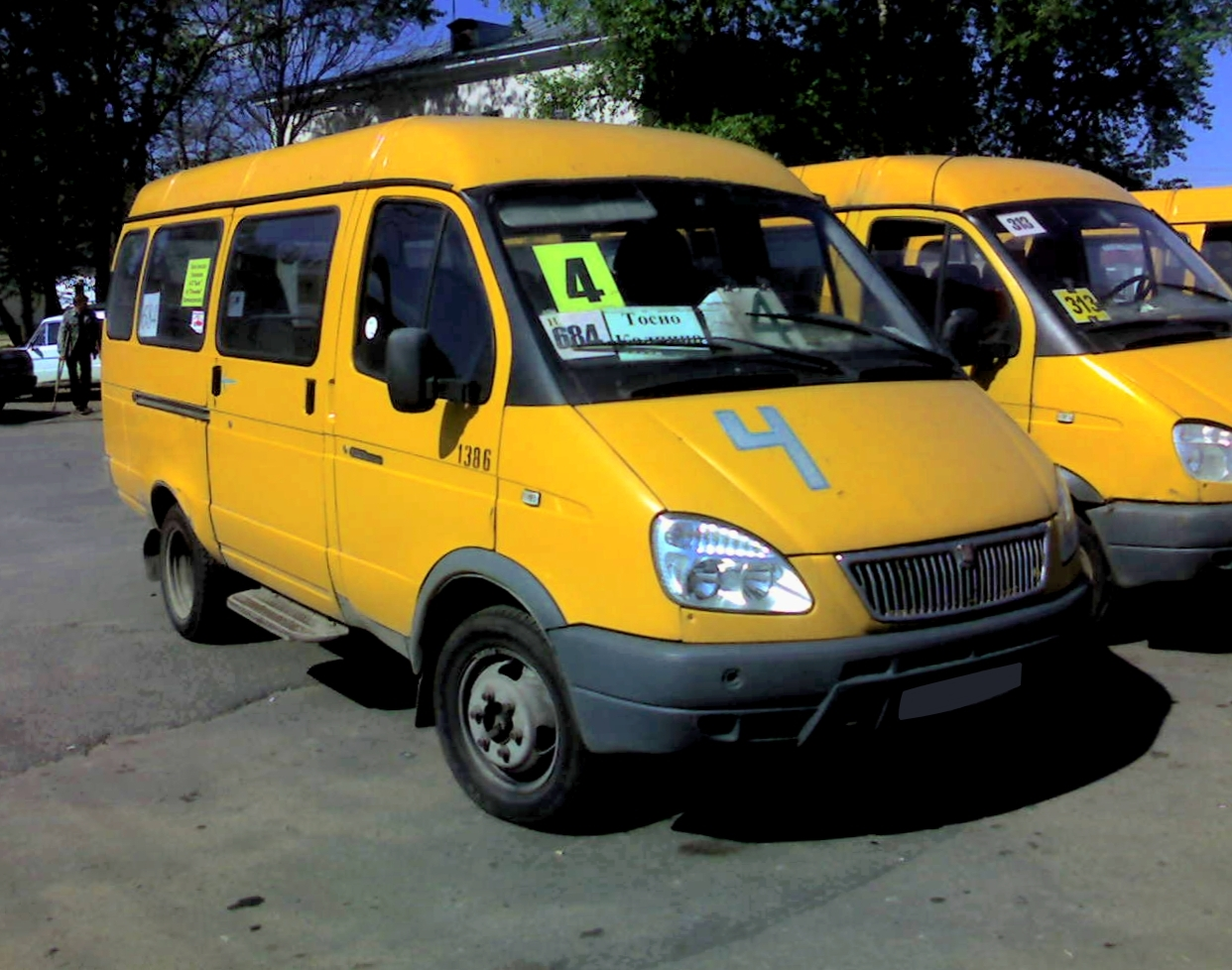
Typische marsjroetka-GAZel in de Russische stad Tosno (oblast Leningrad)

De GAZel (Russisch: ГАЗель; "gazelle") of GAZelle is een serie lichte vrachtwagens (bestelauto's, minibussen en pick-ups) van de Russische autofabrikant GAZ, die sinds 1994 in Nizjni Novgorod geproduceerd worden.

## Geschiedenis
Oorspronkelijk was het een ontwikkelingsproject van Leyland DAF en Renault als opvolger van de DAF 200/400 en de Renault Master. Door het faillissement van Leyland DAF verkreeg GAZ het aandeel daarvan en ontwikkelde de GAZel, terwijl Renault samen met Iveco de Renault Master II en de Iveco Daily III creëerde. De GAZel is zeer wijdverspreid in Rusland en andere Oost-Europese en Centraal-Aziatische landen en wordt zowel gebruikt als transportmiddel (inclusief ambulance) als in het openbaar vervoer (het meest voorkomende type auto als marsjroetka). Het was het meest succesvolle type van de fabrikant na het einde van de Sovjet-Unie. 
Omdat GAZ geen zelfstandig model wilde ontwikkelen, nam het deel aan LDV. Gepland was de bouw van de LDV Maxus in Rusland als opvolger van de GAZel vanaf 2007. Financiële knelpunten hebben dit keer op keer uitgesteld en daarom werden eerst Maxus-modellen geïmporteerd. In 2008 werd begonnen met de assemblage van CKD-kits. Tegelijkertijd verviel de dieselmotor bij de GAZel om niet onnodig te concurreren met de Maxus. De UMP-4.215 werd vervangen door een in licentie gebouwde benzinemotor van 2,4 liter, met dubbele bovenliggende nokkenas. Het vermogen van de ZMZ-4062 steeg tot 112 kW (152 pk).
Vanwege het faillissement van LDV en de koop van alle rechten door SAIC moest GAZ zichzelf volledig heroriënteren. Daarom werd de ontwikkeling van de GAZelle-Business als overgangsoplossing aangepakt. Na de introductie van dit grotere en modernere model in 2010, werd de productie van de GAZel geleidelijk afgebouwd. Sinds 2011 zijn alleen de kleine standaardmodellen nog verkrijgbaar als instapmodel. Het GAZelle NEXT-model, dat sinds 2013 beschikbaar is, zal op de lange termijn zowel de GAZel als GAZelle Business vervangen.

## Modellen
- GAZ-3302 - pick-up truck
- GAZ-33021 - pick-up truck voor landbouwdoeleinden met verlengde cabine
- GAZ-3221 - minibus voor passagiersvervoer met acht zitplaatsen
- GAZ-32213 - minibus voor passagiersvervoer met dertien zitplaatsen
- GAZ-322132 - minibus voor passagiersvervoer met dertien zitplaatsen voor shuttlediensten
- GAZ-2705 - bestelwagen
- GAZ-27051 - combo-bestelwagen met verlengde cabine

Personenauto's:
GAZ-A ·
GAZ-M1 ·
GAZ-M415 ·
GAZ 12 ZIM ·
GAZ-13 Tsjaika ·
GAZ-14 Tsjaika ·
GAZ M20 Pobeda ·
GAZ M21 Volga ·
GAZ-22 Volga ·
GAZ 24 Volga ·
GAZ 31 Volga ·
GAZ-3102 Volga ·
GAZ-3110 Volga ·
GAZ-31105 Volga ·
GAZ-61 ·
GAZ-64 ·
GAZ-67 ·
GAZ-69 ·
GAZ-M72 ·
GAZ Volga Siber

Bestelauto's:
GAZelle ·
GAZelle-Business ·
GAZelle NEXT

Vrachtauto's:
GAZ-AA ·
GAZ-4 · 
GAZ-AAA ·
GAZ-MM ·
GAZ-21 ·
GAZ-S1 ·
GAZ-410 ·
GAZ-42 ·
GAZ-44 ·
GAZ-51 ·
GAZ-93 ·
GAZ-52 ·
GAZ-53 ·
GAZ-55 ·
GAZ-56 ·
GAZ-60 ·
GAZ-62 ·
GAZ-63 ·
GAZ-65 ·
GAZ-66 ·
GAZ-3307 ·
GAZ-3308 Sadko ·
GAZ-3309 ·
GAZ-3310 Waldai ·
GAZon NEXT ·
Sadko NEXT

Autobussen:
GAZ-03-30 ·
GAZ-05-193 ·
GZA-651 ·
GAZelle City

Militaire voertuigen:
BA-3/6 ·
BA-64 ·
BA-10 ·
BA-20 ·
BRDM-1 ·
BRDM-2 ·
BTR-40 ·
BTR-60 ·
BTR-70 ·
BTR-80 ·
BTR-90 ·
GAZ-46 ·
GAZ-2330 ·
GAZ-2975 Tigr ·
GAZ-34039 ·
GAZ-3409 ·
GAZ-3937 ·
GAZ-5903 ·
GT-S ·
GT-SM ·
SU-76 ·
T-38 ·
T-60 ·
T-70 ·
T-80 ·
GAZ-3344 ·
GAZ-3351 ·
VPK-3927 Wolk